# 김서현 (배우)
김서현(1971년 2월 28일~)은 대한민국의 배우이다.

## 생애
고등학교 때 충주에서 청주로 전학 후 연극반 활동을 하며 연극의 세계로 빠져들은 뒤, 1988년 극단 '청년극단'에 입단하면서 젊은 나이에 소화하기 힘든 '그것은 목탁 구멍 속의 작은 어둠이었습니다'를 비롯해 비중있는 역할로 관객들의 이목을 사로 잡은 뒤 주로 무대에서 활동하던 것을 벗어나 드라마, 영화로 활동 반경을 넓혀 30년 이상 활동 중인 배우이다.
2021년 전세계적 신드롬이라고 불릴만한 파급력을 보인 오징어게임 속 244번 기도남 역으로 출연해 얼굴을 알렸으며, 2024년 파묘 (영화)에 출연하며 천만관객 조연 트로피를 달았다.

## 출연작

### 드라마
- 2018년 tvN 《크로스》... 길상 역
- 2018년 tvN 《미스터 선샤인》
- 2018년 MBC 《숨바꼭질》
- 2018년 SBS 《여우각시별》
- 2019년 tvN 《위대한 쇼》
- 2021년 넷플릭스 《오징어게임》... 244번 기도남 역
- 2024년 KBS2 《함부로 대해줘》... 이대감 역

### 영화
- 2013년 《관상》 ... 가짜 수양대군 역
- 2014년 《상의원》 ... 대전 역
- 2015년 《내부자들》 ... 독촉 직원 역
- 2016년 《계춘할망》 ... 판사 역
- 2016년 《럭키》 ... 박양기 역
- 2017년 《남한산성》 ... 병판 역
- 2018년 《궁합》 ... 예판 역
- 2018년 《명당》 ... 어의 역
- 2019년 《롱 리브 더 킹: 목포 영웅》 ... 우민당 최고위원 역
- 2020년 《담보》 ... 아파트 경비원 역
- 2023년 《1947보스톤》 ... 장의사 역
- 2024년 《파묘 (영화)》 ... 관리소장 역
- 2025년 《소주전쟁》 ... 고등법원 판사 역

### 연극
- 《그것은 목탁 구멍 속의 작은 어둠이었습니다》
- 《김유신》 ... 연출
- 《숙희책방》 ... 연출